# Kómma
Kómma (Komma) är en ort i Grekland.   Den ligger i prefekturen Fthiotis och regionen Grekiska fastlandet, i den centrala delen av landet, 150 km nordväst om huvudstaden Aten. Kómma ligger 13 meter över havet och antalet invånare är 493.
Terrängen runt Kómma är varierad.Runt Kómma är det ganska tätbefolkat, med 111 invånare per kvadratkilometer. Närmaste större samhälle är Lamia, 4,9 km norr om Kómma. Trakten runt Kómma består till största delen av jordbruksmark.